# Teándrico
Teándrico es una palabra que se emplea a veces para indicar lo que es a un tiempo  humano y divino. Igualmente se ha llamado operación teándrica la que pertenece al hombre y a Dios.
Esta terminología envuelve con frecuencia el equívoco, por cuya razón no ha logrado fortuna en la ciencia contemporánea. En efecto, la confesión de las perfecciones del Ser absoluto y del hombre, ser finito y limitado, ha dado origen a numerosas confusiones teológicas y filosóficas.